# Michael Hector
Michael Anthony James Hector, noto semplicemente come James Hector (Londra, 19 luglio 1992), è un calciatore giamaicano con cittadinanza britannica, difensore del Dag & Red e della nazionale giamaicana.

## Carriera

### Nazionale
Ha partecipato a due edizioni della Coppa America ed a tre edizioni della CONCACAF Gold Cup.

## Statistiche

### Presenze e reti nei club
Statistiche aggiornate al 10 marzo 2018.
| Stagione            | Squadra         | Campionato      | Campionato | Campionato | Coppe nazionali | Coppe nazionali | Coppe nazionali | Coppe continentali | Coppe continentali | Coppe continentali | Altre coppe | Altre coppe | Altre coppe | Totale | Totale |
| Stagione            | Squadra         | Comp            | Pres       | Reti       | Comp            | Pres            | Reti            | Comp               | Pres               | Reti               | Comp        | Pres        | Reti        | Pres   | Reti   |
| ------------------- | --------------- | --------------- | ---------- | ---------- | --------------- | --------------- | --------------- | ------------------ | ------------------ | ------------------ | ----------- | ----------- | ----------- | ------ | ------ |
| 2011-2012           | Barnet          | FL2             | 27         | 2          | FACup+CdL       | 1+0             | 0               | -                  | -                  | -                  | FLT         | 3           | 0           | 31     | 2      |
| nov. 2012           | Shrewsbury Town | FL1             | 8          | 0          | FACup+CdL       | 0+1             | 0               | -                  | -                  | -                  | FLT         | 0           | 0           | 9      | 0      |
| nov. 2012-gen. 2013 | Aldershot Town  | FL2             | 8          | 1          | FACup+CdL       | 3+0             | 0               | -                  | -                  | -                  | FLT         | -           | -           | 11     | 1      |
| gen.-giu. 2013      | Cheltenham Town | FL2             | 18+2       | 1          | FACup+CdL       | -               | -               | -                  | -                  | -                  | FLT         | -           | -           | 20     | 1      |
| 2013-gen. 2014      | Aberdeen        | SP              | 20         | 1          | SC+CdL          | 1+1             | 0               | -                  | -                  | -                  | -           | -           | -           | 22     | 1      |
| gen.-giu. 2014      | Reading         | FLC             | 9          | 0          | FACup+CdL       | -               | -               | -                  | -                  | -                  | -           | -           | -           | 9      | 0      |
| 2014-2015           | Reading         | FLC             | 41         | 3          | FACup+CdL       | 6+2             | 0               | -                  | -                  | -                  | -           | -           | -           | 49     | 3      |
| 2015-2016           | Reading         | FLC             | 30         | 1          | FACup+CdL       | 3+2             | 1+0             | -                  | -                  | -                  | -           | -           | -           | 35     | 2      |
| Totale Reading      | Totale Reading  | Totale Reading  | 80         | 4          |                 | 13              | 1               |                    | -                  | -                  |             | -           | -           | 93     | 5      |
| 2016-2017           | E. Francoforte  | BL              | 22         | 1          | CG              | 5               | 0               | -                  | -                  | -                  | -           | -           | -           | 27     | 1      |
| 2017-2018           | Hull City       | FLC             | 31         | 1          | FACup+CdL       | 2+0             | 0               | -                  | -                  | -                  | -           | -           | -           | 33     | 1      |
| Totale carriera     | Totale carriera | Totale carriera | 216        | 11         |                 | 27              | 1               |                    | -                  | -                  |             | 3           | 0           | 246    | 12     |

## Palmarès

### Club

#### Competizioni nazionali
- Campionato inglese di seconda divisione: 1

Fulham: 2021-2022